# Список правителів Провансу
У статті подано список правителів Провансу від першої половини VI століття до 1486 року.

## Ректори, патриції та префекти меровінзького Провансу

### Ректори
- 534 або 536—548: Парфеній[1]
- до 559: Намацій, ректор, потім єпископ В'єннський, канонізований як святий Наамат (помер 559)
- Фелікс Еннодій, носив титул патриція
- до 561: бургундський патрицій Агрікола[2]

### Арльський і марсельський Прованс
- 561—570 — Цельс[2]
- 569 — Амат[3]
- 570—582 — Євній[3]
- 581—583 — Гундульф[4], патрицій Провансу, призначений Гільдебертом II
- від 587 — Ніцетій, граф Клермону, ректор марсельського Провансу[5]
- від 587 — Леудегізіл[6]
- бл. 596 — Аригій, правитель чи патрицій Провансу

### Префекти і патриції
- бл. 600 — Бабон
- бл. 602 — Егіла
- до 629 — Сіагрій
- 629—630 — Дезідерій, долучений до ліку святих[7]
- 634—641 — Бадон
- 641—643 — Віллібад
- до 662 — Елігій
- до 675 — Гектор
- бл. 680 — Роккон
- 680 — бл. 691 — Боніт, долучений до ліку святих[8]
- бл. 691 — Агнорій
- Антенор, 1-е урядування
- Остреберт або Анседерт
- бл. 700—702 — Немфідій
- 702—716 — Антенор, 2-е урядування
- 716—732 — Метранн[9]
- до 737 — герцог і патрицій Провансу Моронт[10][11]
- від 737 — Аббон; брав участь у придушені заколоту Моронта[12][13]

## Графи й королі за Каролінгів

### Графи
- 780 — Марцеллін
- Луп
- від 824 — Лейбульф
- 835 — Мілон
- 841 — Гверін або Герен
- до 845 — Одіберт, 850 року граф або герцог Провансу
- 845—860 — Фулькрад[14]
- 850 — Одіберт
- 860 — Алдріх
- 875—879 — Бозон, герцог Провансу

### Графи Арлю та Провансу
- ?—855 — Бозон Стародавній (бл. 800 — бл.855)
- 855—874 — Бозон II (820—874)
- 875—879 — Бозон III В'єннський (бл. 844—887), граф В'єннський, герцог Провансу
- 874—895 — Теобальд
- 895—926 — Гуго I (926 року став королем Італії)
- 926—931 — Бозон IV (885—936)
- 931—965 — Берта (бл. 910—965)
- 933—935 — Бозон V (бл. 895—935)
- 936—952 — Гуго II Чорний (бл. 890—952, герцог Бургундський)
- 935—949 — Ротбальд I (помер бл. 949)
- 949—965 — Гільйом I (помер 965)
- від 949 — Грифон
- 949—968 — Бозон VI (II) (помер 968)

## Графи та маркізи Провансу

### Старша лінія нащадків Бозона II
- 968—1008 — Ротбальд II, старший син Бозона II, граф Провансу, після смерті молодшого брата Гільйома — маркіз
- 1008—1015 — Ротбальд III
- 1015—1037 — Гільйом III
- 1037—1063 — Емма

### Молодша лінія нащадків Бозона II
- 968—993 — Гільйом I Визволитель
- 993—1018 — Гільйом II Благочестивий
- 1018 — до 1030 — Гільйом IV
- 1018—1051 — Фульк Бертран
- 1018—1063 — Жоффруа I
- 1063—1093 — Бертран II
- 1093—1115 — Герберга (померла 1115)
- 1112—1130 — Дульса I

## Графи й маркізи Провансу з Тулузької династії
- від 1063 — після 1081 — Бертран I
- після 1081—1105 — Раймунд IV Сен-Жильський
- 1105—1112 — Бертран III
- 1112—1148 — Альфонс I Йордан
- 1148—1194 — Раймунд V

- 1148—1148 — Альфонс II

- 1194—1222 — Раймунд VI
- 1222—1249 — Раймунд VII
- 1249—1271 — Жанна I
- 1249—1271 — Альфонс III Пуатьє

## Графи Провансу з Барселонського й Анжуйського домів

### Барселонський дім
- 1112—1131 — Раймунд Беренгер I
- 1131—1144 — Беренгер Раймунд I
- 1144—1166 — Раймунд Беренгер II
- 1166—1167 — Дульса II (померла 1172)
- 1167—1173 — Альфонс I Цнотливий  (1152—1196)
- 1173—1181 — Раймунд Беренгер III
- 1181—1185 — Санчо I
- 1185—1196 — Альфонс I Цнотливий
- 1196—1209 — Альфонс II Беренгер
- 1209—1245 — Раймунд Беренгер IV
- 1245—1267 — Беатриса

### Перший Анжуйський дім
- 1246—1285 — Карл I Анжуйський, король Сицилії, Неаполю та Єрусалиму
- 1285—1309 — Карл II, король Неаполю
до 1305 — Раймунд Беренгар VI
- 1309—1343 — Роберт Мудрий, король Неаполю
- 1343—1382 — Джованна I, королева Неаполю
- 1344—1345 — Андрей I король Неаполю

| Графи з Анжу-Сицилійського дому | | Графи з дому Валуа-Анжу |
| - 1382—1386 — Карл III Малий, король Неаполю та Сицилії - 1386—1414 — Владислав I Великодушний, король Неаполю - 1414—1435 — Джованна II, королева Неаполю - 1415—1435 — Жак I, граф де Ла Марш | - 1382—1384 — Людовик I, герцог Анжуйський - 1384—1417 — Людовик II Анжуйський - 1417—1434 — Людовик III Анжуйський - 1434—1480 — Рене Анжуйський - 1480—1481 — Карл III. Нащадків не залишив; після його смерті графство Прованс відійшло до французького короля. |                         |

- 1481—1483 — Людовик V, король Франції
- 1483—1486 — Карл IV, король Франції